# Малевич, Игорь Александрович
Мале́вич И́горь Алекса́ндрович (бел. Малевіч Ігар Аляксандравіч; род. 13.11.1941, Минск) — советский и белорусский физик, специалист в области физической электроники, дипломат. Доктор физико-математических наук (1984), профессор (1987).

## Краткая биография
И. А. Малевич родился 13 ноября 1941 г. в г. Минске. Внучатый племянник Казимира Малевича . После окончания учебы в Минском радиотехническом институте поступил в аспирантуру физического факультета БГУ, досрочно защитил кандидатскую диссертацию по проблемам экспериментальной ядерной физики (руководитель — академик А. Ф. Чернявский). Докторскую диссертацию «Временные методы анализа световых потоков, инициированных лазерным излучением, и их использование для создания лазерных измерительных систем субнаносекундного разрешения», в которой разработал новое научное направление, И. А. Малевич защитил в 1982 г. в Институте физики НАН Беларуси. Почти 15 лет он возглавлял научную лабораторию в НИИ прикладных физических проблем БГУ.
С 1982 по 1996 гг. работал профессором, заведующим кафедрой квантовой радиофизики и оптоэлектроники факультета радиофизики и электроники БГУ, директором научного лазерного центра. Работал за рубежом: с 1996 по 1997 г. — советник по науке посольства Белоруссии в КНР (Пекин); с 1997 г. по 2000 г. — глава дипломатической миссии Белоруссии в Республике Корея (Сеул); в 1978 г. — профессор Гарвардского университета (Центр астрофизики, США); профессор политологи университета Брауна (Род-Айленд, США) в 1993—1994 гг.; профессор лазерной физики университета Род-Айленда (США) в 1993—1994 гг.
Проживает в городе Минске. Жена — Валентина Георгиевна Малевич (профессор БГПУ), дочь — Юлианна Игоревна Малевич (доктор политических наук, профессор БГУ), внучка — Екатерина Ильинична Малевич.

## Научная и педагогическая деятельность

### Ученый
Кафедра квантовой радиофизики, которой И. А. Малевич руководил более десяти лет, имела статус передового научного центра и крупной научной школы в сфере лазерных технологий прикладной направленности и долгие годы была базой подготовки специалистов для НПО «Планар», разрабатывала совместно с НИИ «Лазерная гидрооптика» ГОИ им. С.И. Вавилова новые методы обнаружения объектов в гидросфере.
Многие достижения кафедры, в том числе передовые методики и лекционные курсы, были переданы в научные центры Дамасского, Йенского и Хельсинкского университетов. Для этих вузов на кафедре активно велась подготовка специалистов. Профессор И. А. Малевич создал имеющую высокий мировой рейтинг научную школу лазерной статистической хроноскопии (более 30 кандидатов наук, 6 докторов наук, более 10 докторов философии зарубежных университетов). Среди его учеников четыре лауреата Государственных премий БССР. Ученики Игоря Александровича успешно работают в ведущих мировых научных центрах: ГОИ им. С. И. Вавилова, МГУ им. М. В. Ломоносова, университетах США (Принстон, Беркли), в компании Microsoft, ФРГ (Гейдельберг, Берлинский технический университет), в концерне Simens, Израиля (Центр науки г. Хайфы) и др.

### Педагог
Профессора И. А. Малевича неоднократно приглашали для работы в НАСА, чтения лекций в университетах и научных учреждениях США (Гарвардский, Стэнфордский, Техасский университеты, университет Род-Айленда, Браунский университет, Смитсонианский институт, Годдаровский космический центр, лазерная обсерватория Макдональда), Финляндии (Хельсинкский технологический университет), Сирии (Дамасский университет) и др.
Научным коллективом под руководством И. А. Малевича по целевым заданиям ГКНТ впервые в СССР осуществлены и защищены патентами комплексные исследования и разработки в области лазерной локации космических объектов, синтеза опорных шкал времени и их лазерной транспортировки в космос, высотных космических станций лазерной диагностики окружающей среды, лазерного обнаружения из космоса следов искусственного происхождения в океане и др. По целевым национальным программам Республики Беларусь И. А. Малевичем выполнен цикл работ по архитектуре оптических компьютеров. По заданию Совета Министров Республики Беларусь им разработана концепция диверсификации результатов науки в «экономику знаний» и обеспечения технологической безопасности в сфере высоких технологий. В период работы профессором кафедры лазерной технологии
БНТУ подготовил лекционные курсы в сфере высоких технологий для студентов и аспирантов, среди которых «Квантовостатистические модели лазерных систем», «Квантовая метрология наноразмерностей», «Специальные оптические приборы». Совместно с учениками опубликовал курс лекций «Системы медицинской
диагностики».
Профессор И. А. Малевич создал имеющую высокий мировой рейтинг научную школу лазерной статистической хроноскопии (более 30 кандидатов наук, 6 докторов наук, более 10 докторов философии зарубежных университетов). Среди его учеников четыре лауреата Государственных премий БССР. Ученики Игоря Александровича успешно работают в ведущих мировых научных центрах: ГОИ им. С. И. Вавилова, МГУ им. М. В. Ломоносова, университетах США (Принстон, Беркли), ФРГ (Гейдельберг, Берлинский технический университет), Израиля (Центр науки г. Хайфы), в компании Microsoft, в концерне Simens и др.

## Публикации
Основные труды ученого:
- Методы и электронные системы анализа оптических процессов. Мн., 1981 (в соавт.);
- Многофункциональные лидарные системы. Мн., 1986 (в соавт.); Синтез образцовых шкал времени. Мн., 1994 (в соавт.).

Игорь Александрович опубликовал серию книг по проблемам развития стран Юго-Восточной Азии.
- Игорь Малевич. Казимир Малевич. Восхождение на крест судьбы. — 2013. — 256 с. — ISBN 9789851813830.
- Игорь Малевич. Грушевские переулки миллионеров. Городские рассказы.

## Изобретения
И. А. Малевич является соавтором более 100 изобретений, которые были положены в основу новых направлений исследований и разработок прикладного характера. Среди них методы лазерной локации космических объектов и Луны (20 изобретений), способы обнаружения объектов искусственного происхождения в атмосфере и океане (30 изобретений), оптический компьютер и оптические вычислители (15 изобретений), методы и системы диагностики окружающей среды (20 изобретений), квантовая метрология и дискретный синтез пространственно-временных шкал и их транспортировка на высотные орбиты глобальной навигационной системы (15 изобретений), а также ряд систем и методов специальной квантовой электроники, квантовой прецизионной метрологии объектов и полей. Ученики научной школы И. А. Малевича продолжают исследования в данных направлениях.

## Награды
- Премия ВЛКСМ (1974),
- Государственная премия БССР в области науки и техники (1981),
- правительственные награды[6].